# ČSOB
ČSOB eller officielt Československá obchodní banka, a.s. er en tjekkisk bank og et datterselskab til KBC Groep. De driver en universal bank med 280 ČSOB filialer og 3.300 Česká pošta-filialer under navnet Poštovní spořitelna.
ČSOB blev etableret i 1964 i Tjekkoslovakiet. I 1999 blev banken privatiseret, da belgiske KBC Bank købte 66 %.